# Encefalite di Saint-Louis
L'encefalite di Saint-Louis è una malattia causata da un virus (SLEV) appartenente al genere Flavivirus, il cui contagio è dovuto alla puntura di zanzare del genere Culex (zanzare comuni), e più precisamente delle zanzare Mansonia pseudotitillans. Il virus che causa l'encefalite di Saint Louis è correlato al virus che causa l'encefalite giapponese ed è un membro del sottogruppo delle Flaviviridae. Questa forma di malattia neurologica si manifesta soprattutto negli Stati Uniti d'America, nell'America Centrale e nell'America del Sud, in particolare in Brasile ed Argentina.
Casi occasionali sono stati riportati anche in Canada e Messico.

## Storia
Il nome del virus è dovuto ad un'epidemia di encefalite di grandi proporzioni, risalente all'autunno del 1933, mantenutasi per circa cinque settimane. L'epidemia scoppiò in prossimità della città di Saint Louis, Missouri, e nella vicina contea di St. Louis. 
Le condizioni climatiche della zona interessata dall'epidemia, nel corso dei tre mesi estivi di giugno, luglio e agosto furono alquanto insolite. Le precipitazioni si rivelarono le più basse da quasi un secolo, e questo fatto, associato a problemi di depurazione delle acque reflue, favorì la crescita di un numero insolitamente elevato di zanzare. A partire dai primi giorni di agosto furono segnalati ai servizi sanitari locali i primi casi di encefalite epidemica e l'Istituto Nazionale della Salute degli Stati Uniti (NIH), costituitosi da poco tempo, venne coinvolto al fine di chiarire l'andamento epidemiologico della malattia.
Le indagini svolte sul campo portarono i ricercatori a pensare di avere a che fare con una malattia che, nella sua diffusione, era simile alla poliomielite. In molti casi, e per diversi giorni, i pazienti non manifestavano altro che febbre, ma le autorità sanitarie sottolinearono ai medici locali l'importanza di procedere all'ospedalizzazione.
Si otteneva così il doppio obiettivo di procedere con maggiore rapidità alla diagnosi, ricorrendo in tutti costoro alla esecuzione di una puntura lombare, e di isolare i pazienti rallentando la diffusione dell'epidemia. Al termine dell'epidemia si registrarono complessivamente 1.065 casi di encefalite con 197 morti.
Il virus che causò l'epidemia, precedentemente sconosciuto, venne isolato grazie agli esperti appartenenti al gruppo del NIH. L'isolamento avvenne in un primo momento grazie alla inoculazione di scimmie con sostanze cerebrali provenienti da materiale derivante da autopsie: gli animali svilupparono, a distanza di tempo, febbre e altri sintomi clinici di encefalite già registrati nell'essere umano.
Successivamente fu possibile isolare il virus oltre che nelle scimmie anche in topi bianchi.

## Epidemiologia

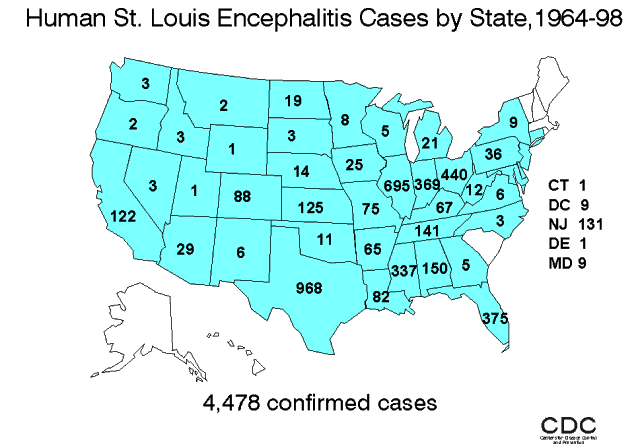
Incidenza dell'encefalite di Saint Louis negli Stati Uniti, nel periodo compreso tra il 1964 e il 1998.

L'encefalite interessa un ampio territorio che va dal Canada all'Argentina, ma il maggior numero di casi si registra negli stati centrali e orientali degli USA, in particolare in un periodo temporale che va da agosto a ottobre. Negli Stati Uniti l'incidenza annuale della malattia varia tra 0.003 e 0.752 casi ogni 100.000 persone. Negli ultimi 50 anni sono stati registrati circa 10.000 casi di encefalite di Saint-Louis, con una media di circa un centinaio di casi all'anno.

## Fattori di rischio
Sono stati individuati alcuni fattori di rischio per lo sviluppo dell'encefalite di Saint-Louis.
- Individui che frequentano le aree endemiche o che svolgono attività lavorative a contatto con ambienti esterni hanno un rischio molto più elevato.
- Il sesso maschile è più esposto al rischio di sviluppo dell'encefalite.
- I soggetti di età superiore ai 70 anni sembrano abbiano una probabilità molto più elevata di sviluppare la malattia clinicamente manifesta.[8]
- Molte persone affette da encefalite appartengono a classi sociali di basso livello, e ciò potrebbe riflettere una minore possibilità di accesso ai servizi sanitari, così come avere condizioni di vita meno igieniche e caratterizzate da una scarsa possibilità di controllo della esposizione alle punture delle zanzare.
- La presenza concomitante di alcune malattie (comorbidità), come ad esempio l'ipertensione arteriosa, l'aterosclerosi, il diabete mellito o l'insufficienza cardiaca e/o renale, sono associate con un marcato aumento del tasso di mortalità dell'encefalite.

## Patogenesi
Le zanzare, generalmente appartenenti al genere Culex tarsalis, Culex quinquefasciatus e Culex pipiens, si infettano pungendo gli uccelli a loro volta infettati con il virus dell'encefalite di Saint Louis. Le zanzare infette trasmettono poi il virus dell'encefalite di Saint Louis agli esseri umani e altri animali durante il processo di alimentazione. Gli uccelli domestici e selvatici, soprattutto i passeriformi, come fringuelli e passeri, sono gli ospiti principali del virus e ne rappresentano il serbatoio naturale.

Il virus dell'encefalite di Saint Louis si sviluppa sia nella zanzara infetta sia nell'uccello infetto, ma in questi ultimi animali non causa la malattia.
Solo le zanzare infette possono trasmettere il virus dell'encefalite di Saint Louis ad un essere umano. Il contagio interumano non è possibile: in altre parole, quando una persona è stata infettata con il virus non è in grado di trasmetterlo ad un altro individuo.

## Clinica

### Segni e sintomi
Dopo un periodo di incubazione variabile da 4 giorni a 3 settimane, l'infezione da virus dell'encefalite di Saint-Louis (SLEV) può causare una modesta malattia febbrile, generalmente collegata a malessere generale, tosse, e faringodinia (mal di gola). Si tratta quindi di una presentazione clinica in gran parte sovrapponibile alla classica sintomatologia simil influenzale. In caso di meningite asettica, o encefalite, possono associarsi cefalea (mal di testa), nausea, vomito, confusione mentale, disorientamento, irritabilità, tremore, fotofobia (raramente), atassia e, talvolta, segni di meningismo e crisi di tipo convulsivo. Questi ultimi sintomi sono quelli più strettamente legati ad un interessamento del sistema nervoso centrale.
A distanza di alcuni giorni dall'insorgenza dei sintomi neurologici, la febbre del paziente si riduce e si assiste ad un graduale miglioramento della sintomatologia. La fase di convalescenza e di recupero neurologico può richiedere diversi giorni. L'infezione cronica o recidivante non è mai stata segnalata.
Circa il 5% dei pazienti che sviluppano l'encefalite può andare incontro ad una fase di coma profondo, mentre 1 paziente su 4 può sviluppare una paralisi dei nervi cranici.
Tra le complicanze si è detto dello sviluppo di crisi convulsive: queste sono tendenzialmente rare e tendono a verificarsi più frequentemente nei bambini.
Tra coloro che sopravvivono circa il 20% sopravvive con esiti, tra cui irritabilità, deficit amnesici, alterazioni e deficit motori. In letteratura medica sono riportati casi di sindrome da inappropriata secrezione di ormone antidiuretico (SIADH) e di iponatremia.
La mortalità della malattia può variare dal 10 al 30%.

### Diagnosi differenziale
La diagnosi differenziale va posta con:
- Altre encefaliti da arbovirus (ad esempio l'encefalite da virus del Nilo occidentale)[13]
- Tumore cerebrale
- Ascesso cerebrale extradurale
- Meningite purulenta diffusa o meningite carcinomatosa
- Meningite batterica, fungina o tubercolare
- Vasculiti del sistema nervoso centrale (SNC)
- Malattia cerebrovascolare

## Trattamento
Sfortunatamente per il trattamento della condizione non sono disponibili efficaci agenti antivirali. Allo stato attuale non esiste neppure un vaccino che sia utilizzabile per una adeguata profilassi.
I soggetti che sviluppano l'encefalite di Saint-Louis, pertanto, possono essere trattati solo mediante terapia di supporto delle funzioni vitali, in ambiente ospedaliero e spesso in terapia intensiva o rianimazione. Coloro che sviluppano crisi di tipo convulsivo, sindrome da inappropriata secrezione di ormone antidiuretico o altri sintomi neurologici debbono ricevere terapia specifica.
In letteratura medica, in uno studio pilota, è stato riportato che l'utilizzo precoce d'interferone alfa 2b può comportare una riduzione della gravità delle complicanze neurologiche, particolarmente delle paresi e delle plegie, nonché dell'insufficienza respiratoria.